# 大阪市立城東中学校
大阪市立城東中学校（おおさかしりつ じょうとうちゅうがっこう）は、大阪府大阪市城東区にある公立中学校。

## 概要
生徒数急増のためにマンモス校となっていた大阪市立放出中学校・大阪市立城陽中学校が、1954年にそれぞれ分校を設置したことに始まる。当初から両分校を統合して独立した中学校を新設することを見越して、両分校は同一敷地内に隣接して設置された。
1955年に両分校が本校から分離し、分校同士の統合で独立校として開校した。
1956年に制定された校歌は、土岐善麿が作詞、朝比奈隆が作曲をそれぞれ手がけている。
2014年7月には新校舎が竣工した。

## 沿革
- 1954年 - 大阪市立放出中学校分校・大阪市立城陽中学校分校を、それぞれ現在地に設置。
- 1955年4月 - 両分校を統合し、大阪市立城東第五中学校として独立開校。
- 1956年8月 - 校歌制定。
- 1980年4月 - 大阪市立城東中学校と改称。
- 2013年4月 - 新校舎着工
- 2014年7月 - 新校舎竣工

## 通学区域
- 大阪市立東中浜小学校と大阪市立諏訪小学校の通学区域。
- 大阪市城東区 東中浜1・5丁目の一部、東中浜2・3・6・8・9丁目の全域、永田1丁目-4丁目、諏訪1丁目-4丁目。

## 交通
- JR西日本片町線　放出駅
- 地下鉄中央線 深江橋駅 北西へ約500m。
- 大阪シティバス 諏訪3丁目バス停。